# Ingo Thiel
Ingo Thiel (* 29. Juli 1963 in Hannover) ist ein deutscher Journalist, Buchautor, PR- und Krisenmanager. Er beschäftigt sich mit dem Gebiet der Passagierschifffahrt.

## Leben
Ingo Thiel studierte Biologie in Bielefeld sowie Hannover und spezialisierte sich auf Meereszoologie im kalifornischen La Jolla und Brisbane, Australien. Er kam 1989 zum Norddeutschen Rundfunk in Hannover, wo er als Reporter und Moderator für Hörfunk und Fernsehen arbeitete. Von 1992 bis 1996 war er als Reporter mit  internationalen Einsätzen für NDR 2 in Hamburg tätig. So berichtete er für die ARD im Rahmen der Hilfsaktion „Menschen in Not“ während der Jugoslawienkriege.
Danach absolvierte er eine Ausbildung zum Krisenmanager in Frankfurt am Main und Washington und übernahm im Juli 1997 die Aufgabe als Direktor Unternehmenskommunikation bei Öger Tours in Hamburg. Von 1999 bis 2016 war er geschäftsführender Gesellschafter der vor allem auf touristische Themen spezialisierten Hamburger PR-Agentur IT-PR. 2014 trat er der internationalen Managementberatung lettinggo bei, die auf Change und Krisenmanagement spezialisiert ist. 
Seit 1996 arbeitet Thiel auch als freier Journalist und Autor, seine  Artikel wurden in  Zeitungen und Magazinen in Deutschland, Österreich und der Schweiz veröffentlicht. Seine Bücher erschienen bei Delius Klasing Verlag und bei Koehlers Verlagsgesellschaft und wurden auch ins Englische, Französische, Spanische und Chinesische übersetzt.

## Auszeichnungen
- 2009: Hamburger Hafenmedaille für die Verdienste um die Kreuzfahrt und den Wirtschaftsstandort Hamburg

## Buchveröffentlichungen
- Die Königinnen der Meere, Delius Klasing Verlag, 2008
- Queen Victoria, Delius Klasing Verlag, 2010
- Queen Elizabeth, Delius Klasing Verlag, 2011
- Die neuen Cunard Schiffe, Köhlers Verlagsgesellschaft, 2011
- Das Queen Mary 2 Kochbuch, Köhlers Verlagsgesellschaft, 2011
- Fofftein – Geschichten aus dem Hamburger Hafen, Delius Klasing Verlag, 2012
- Königin der Hamburger Herzen, Köhlers Verlagsgesellschaft, 2012
- 10 Jahre Queen Mary 2 in Hamburg, Köhlers Verlagsgesellschaft, 2014
- 175 Jahre Cunard Line – die Geschichte renommiertesten Passagierreederei der Welt, Köhlers Verlagsgesellschaft, 2015